# 温尼伯-丘吉尔专列
温尼伯-丘吉尔专列（英語：Winnipeg–Churchill train），在此之前曾经命名为哈德逊湾专列（英語：Hudson Bay）或者北方精神专列（英語：Northern Spirits）。专列由维亚铁路运营，往返于温尼伯和丘吉尔镇，这是丘吉尔镇唯一连接加拿大其他地区的路上通道。

## 时间表
北行列车每周二和周五于12:05从温尼伯站发车，预计于两天后的09:00抵达丘吉尔站；南行列车每周四和周六于19:30驶离丘吉尔站，两天后将于16:45抵达温尼伯。单程大约需要45小时。

## 历史

### 2017年洪水
2017年5月23日，一场洪水严重损毁了铁路的轨道和桥梁，导致吉勒姆和丘吉尔之间的铁路交通暂停。由于铁路运输被暂停，一些生活物资无法提供铁路运抵丘吉尔镇，因而补给品只能通过空运运输，导致了丘吉尔镇的物价暴涨。
铁路的维修于2018年9月8日开始，到2018年10月31日，铁路修复工作完成。2018年12月22日，693次列车恢复了客运服务。

VIA Winnipeg-Churchill (interactive map)

## 铁路支线
温尼伯-丘吉尔专列的铁路上一共有两条支线，它们分别是前往Thompson和Pakatawagan的铁路。